# Championnats de Finlande de tennis de table
Les championnats finlandais tennis de table sont disputé depuis 1938. A cette époque, quatre séries différentes étaient jouées : le simple messieurs, le double messieurs, le simple dames et le double mixte. En 1948, le double féminin a été ajouté au programme. Une épreuve par équipes est également disputé (Finnish Table Tennis Championship League).

## Championnats individuels

### Palmarès

#### Simples
| Année          | Messieurs              | Messieurs         |                    | Dames                  | Dames |
| Année          | Champion               | Finaliste         | Champion           | Finaliste              |       |
| -------------- | ---------------------- | ----------------- | ------------------ | ---------------------- | ----- |
| 1938           | Åke Grönholm           | Unto Sainio       | Mary Heinonen      | Svea Eklund            |       |
| 1939           | Åke Grönholm           | Louis London      | Mary Heinonen      | Else-Maj Österman      |       |
| 1940           | non joué               | non joué          | non joué           | non joué               |       |
| 1941           | Aarre Nenonen          | Åke Grönholm      | Elina Kuittinen    | Mary Heinonen          |       |
| 1942           | non joué               | non joué          | non joué           | non joué               |       |
| 1943           | non joué               | non joué          | non joué           | non joué               |       |
| 1944           | non joué               | non joué          | non joué           | non joué               |       |
| 1945           | Rolf Biese             | Åke Grönholm      | Helena Grotenfelt  | Elina Kuittinen        |       |
| 1946           | Åke Grönholm           | Louis London      | Helena Grotenfelt  | Birgitta Liljeberg     |       |
| 1947           | Åke Grönholm           | Bardo Hultin      | Else-Maj Karhumäki | Hilkka Kompa           |       |
| 1948           | Åke Grönholm           | Rolf Biese        | Hilkka Kompa       | Doris Lindblad         |       |
| 1949           | Rolf Biese             | Bo-Gustaf Bergh   | Doris Lindblad     | Else-Maj Karhumäki     |       |
| 1950           | Leif Malmborg          | Bo-Gustaf Bergh   | Birgit von Hertzen | Elina Kuittinen        |       |
| 1951           | Berndt Kajetski        | Thorvald Rundberg | Doris Lindblad     | Delice Bergholm        |       |
| 1952           | Esa Ellonen            | Juhani Berg       | Doris Lindblad     | Annikki Ollikainen     |       |
| 1953           | Juhani Berg            | Kalevi Lehtonen   | Doris Lindblad     | Delice Forstén         |       |
| 1954           | Marcus Gumpler         | Esa Ellonen       | Anita Spranger     | Doris Lindblad         |       |
| 1955           | Seppo Pentsinen        | Pentti Tuominen   | Ritva Tammero      | Anita Spranger         |       |
| 1956           | Kalevi Lehtonen        | Esa Ellonen       | Anita Spranger     | Ritva Hyömäki          |       |
| 1957           | Esa Ellonen            | Kalevi Lehtonen   | Ritva Saari        | Sylvi Munkberg         |       |
| 1958           | Kalevi Lehtonen        | Esa Ellonen       | Anneli Nyman       | Sylvi Munkberg         |       |
| 1959           | Kalevi Lehtonen        | Jussi Lappalainen | Sylvi Munkberg     | Ulla-Britt Lindholm    |       |
| 1960           | Pentti Kunnas          | Jussi Lappalainen | Sylvi Munkberg     | Liisa Järvenpää        |       |
| 1961           | Pentti Kunnas          | Tapio Penttilä    | Sylvi Munkberg     | Ritva Kyntöaho         |       |
| 1962           | Seppo Pentsinen        | Pentti Kunnas     | Sylvi Munkberg     | Ritva Kyntöaho         |       |
| 1963           | Seppo Pentsinen        | Tapio Penttilä    | Liisa Järvenpää    | Sylvi Munkberg         |       |
| 1964           | Tapio Penttilä         | Pentti Kunnas     | Liisa Järvenpää    | Sylvi Munkberg         |       |
| 1965           | Tapio Penttilä         | Pentti Kunnas     | Liisa Järvenpää    | Tuula Jaskari          |       |
| 1966           | Tapio Penttilä         | Seppo Aaltio      | Liisa Järvenpää    | Anna-Greta Petterson   |       |
| 1967           | Lars Långstedt         | Juha Hämäläinen   | Liisa Järvenpää    | Maija Nieminen         |       |
| 1968           | Tapio Penttilä         | Lars Långstedt    | Liisa Järvenpää    | Maija Nieminen         |       |
| 1969           | Tapio Penttilä         | Pentti Tuominen   | Liisa Järvenpää    | Maija Nieminen         |       |
| 1970           | Juha Hämäläinen        | Tapio Penttilä    | Liisa Järvenpää    | Maija Nieminen         |       |
| 1971           | Seppo Elsinen          | Lars Långstedt    | Liisa Järvenpää    | Sylvi Munkberg         |       |
| 1972           | Max Laine              | Tapio Penttilä    | Maija Nieminen     | Liisa Järvenpää        |       |
| 1973           | Seppo Elsinen          | Max Laine         | Maija Nieminen     | Liisa Järvenpää        |       |
| 1974           | Martti Autio           | Juha Hämäläinen   | Liisa Järvenpää    | Maija Nieminen         |       |
| 1975           | Seppo Elsinen          | Håkan Nyberg      | Maija Nieminen     | Tuula Jaskari          |       |
| 1976           | Jarmo Jokinen          | Martti Autio      | Monica Grefberg    | Sonja Grefberg         |       |
| 1977           | Jarmo Jokinen          | Jukka Ikonen      | Monica Grefberg    | Sonja Grefberg         |       |
| 1978           | Jarmo Jokinen          | Jukka Ikonen      | Sonja Grefberg     | Monica Grefberg        |       |
| 1979           | Martti Autio           | Jarmo Jokinen     | Sonja Grefberg     | Monica Grefberg        |       |
| 1980           | Jarmo Jokinen          | Martti Autio      | Eva Malmberg       | Sonja Grefberg         |       |
| 1981           | Jarmo Jokinen          | Jukka Ikonen      | Eva Malmberg       | Sonja Grefberg         |       |
| 1982           | Stefan Söderberg       | Jukka Ikonen      | Eva Malmberg       | Sonja Grefberg         |       |
| 1983           | Jarmo Jokinen          | Mika Pyykkö       | Sonja Grefberg     | Eva Malmberg           |       |
| 1984           | Jarmo Jokinen          | Stefan Söderberg  | Sonja Grefberg     | Eva Malmberg           |       |
| 1985           | Jarmo Jokinen          | Stefan Söderberg  | Sonja Grefberg     | Anni Komulainen        |       |
| 1986           | Jarmo Jokinen          | Stefan Söderberg  | Sonja Grefberg     | Sari Suomalainen       |       |
| 1987           | Jarmo Jokinen          | Matti Seiro       | Sonja Grefberg     | Anni Komulainen        |       |
| 1988           | Mika Pyykkö            | Stefan Söderberg  | Katja Nieminen     | Sonja Grefberg         |       |
| 1989           | Mika Pyykkö            | Pasi Valasti      | Sonja Grefberg     | Sari Suomalainen       |       |
| 1990           | Juha Päivärinta        | Mika Pyykkö       | Sonja Grefberg     | Anni Komulainen        |       |
| 1991           | Pasi Valasti           | Juha Päivärinta   | Katja Nieminen     | Johanna Kaimio         |       |
| 1992           | Linus Eriksson         | Pasi Valasti      | Anni Komulainen    | Sonja Forss            |       |
| 1993           | Pasi Valasti           | Juha Päivärinta   | Pia Malmberg       | Sonja Forss            |       |
| 1994           | Pasi Valasti           | Linus Eriksson    | Anni Komulainen    | Sari Suomalainen       |       |
| 1995           | Linus Eriksson         | Pasi Valasti      | Anni Komulainen    | Katja Nieminen         |       |
| 1996           | Linus Eriksson         | Pasi Valasti      | Katja Nieminen     | Anni Komulainen        |       |
| 1997           | Linus Eriksson         | Pasi Valasti      | Katja Nieminen,    | Sari Suomalainen       |       |
| 1998           | Linus Eriksson         | Aki Kontala       | Katja Nieminen     | Linda Weckström        |       |
| 1999           | Linus Eriksson         | Pasi Valasti      | Katja Nieminen     | Pia Malmberg           |       |
| 2000           | Pasi Valasti           | Aki Kontala       | Linda Weckström    | Janna Husari           |       |
| 2001           | Pasi Valasti           | Aki Kontala       | Katja Nieminen     | Eva Malmberg-Tulonen   |       |
| 2002           | Tom Lundström          | Pasi Valasti      | Katja Nieminen     | Linda Weckström        |       |
| 2003           | Pasi Valasti           | Aki Kontala       | Katja Nieminen     | Pia Paakkulainen       |       |
| 2004           | Mika Räsänen           | Aki Kontala       | Katja Nieminen     | Svetlana Kirichenko    |       |
| 2005           | Pasi Valasti           | Aki Kontala       | Katja Nieminen     | Hanna Nyberg           |       |
| 2006           | Pasi Valasti           | Mika Räsänen      | Katja Nieminen     | Hanna Nyberg           |       |
| 2007           | Timo Tamminen          | Pasi Valasti      | Katja Nieminen     | Milla Valasti          |       |
| 2008           | Mika Räsänen           | Timo Tamminen     | Hanna Nyberg       | Milla Valasti          |       |
| 2009           | Pasi Valasti           | Mika Räsänen      | Anni Bölenius      | Hanna Nyberg           |       |
| 2010           | Mika Räsänen           | Benedek Oláh      | Hanna Nyberg       | Pinja Eriksson         |       |
| 2011           | Benedek Oláh (en)      | Mika Räsänen      | Anna Kirichenko    | Sannamari Bölenius     |       |
| 2012           | Benedek Oláh(2)        | Mika Räsänen      | Anna Kirichenko    | Sannamari Bölenius     |       |
| 2013           | Benedek Oláh (en)(3)   | Roope Kantola     | Anna Kirichenko    | Jannika Oksanen        |       |
| 2014           | Benedek Oláh (en)(4)   | Pasi Valasti      | Anna Kirichenko    | Jannika Oksanen        |       |
| 2015           | Roope Kantola          | Mika Räsänen      | Luo Yumo           | Annika Lundström       |       |
| 2016           | Benedek Oláh (en)(5)   | Roope Kantola     | Annika Lundström   | Jannika Oksanen        |       |
| 2017           | Benedek Oláh (en) (6)  | Mika Räsänen      | Anna Kirichenko    | Annika Lundström       |       |
| 2018           | Benedek Oláh (en)(7)   | Alex Naumi        | Annika Lundström   | Anna Kirichenko        |       |
| 2019           | Benedek Oláh (en)(8)   | Alex Naumi        | Anastasiia Burkova | Marina Donner          |       |
| 2020           | Benedek Oláh (en)(9)   | Miikka O’Connor   | Luo Yumo           | Anna Kirichenko        |       |
| 2021           | Benedek Oláh (en)(10)  | Alex Naumi        | Marina Donner      | Ramona Betz            |       |
| 2022           | Alex Naumi             | Samuli Soine      | Marina Donner (2)  | Anna Kirichenko        |       |
| 2023           | Benedek Oláh (en)(11)  | Alex Naumi        | Marina Donner (3)  | Aleksandra Titievskaja |       |
| 2024 , Tampere | Benedek Oláh (en) (12) | Alex Naumi        | Marina Donner (4)  | Ramona Betz            |       |
| 2025 Tampere   | Alex Naumi (2)         | Otto Tennilä      | Marina Donner (5)  | Maria Girlea           |       |

#### Doubles
| Année | Double messieurs            | Double dames                 | Double mixte                   |
| ----- | --------------------------- | ---------------------------- | ------------------------------ |
| 2023  |                             |                              |                                |
| 2024  | Benedek Oláh / Toni Soine   | Marina Donner / Maria Girlea | Sam Khosravi / Ramona Betz     |
| 2025  | Alex Naumi / Aleksi Räsänen | Marina Donner / Maria Girlea | Otto Tennilä / Jannika Oksanen |

## Championnats par équipes

### Palmarès
| Année | Equipe messieurs | Equipe dames |
| ----- | ---------------- | ------------ |
| 2025  | PT 75 (Tampere)  |              |
| 2024  | PT 75 (Tampere)  |              |
|       |                  |              |

## Sources
- (fi) « Suomenmestarit » [PDF], sur sptl.fi (consulté le 23 mars 2025)
- (fi) « Kaksinpelin suomen mestarit 1938-2001 »(Archive.org • Wikiwix • Archive.is • Google • Que faire ?), sur tloy.com
- (fi) Esko Heikkinen et Ossi Viita, Pingpongista pöytätennikseen – Lajihistoria [« Du ping-pong au tennis de table – Histoire du sport »], Fédération finlandaise de tennis de table, 2018, 216-237 p. (ISBN 978-952-94-0564-0)